# Gilles Bertould
Gilles Bertould (né le 16 mai 1949 à Plumaudan) est un athlète français spécialiste du 400 mètres.

## Carrière
Sélectionné à l'âge de dix-neuf ans pour participer aux Jeux olympiques d'été de 1968, il est éliminé au stade des quarts de finale du 400 m, et se classe par ailleurs huitième du relais 4 × 400 mètres. Il remporte l'année suivante la médaille d'or du 4 × 400 m des Championnats d'Europe d'Athènes aux côtés de Christian Nicolau, Jacques Carette et Jean-Claude Nallet, dans le temps de 3 min 2 s 3.
En 1972, Gilles Bertould monte sur la troisième marche du podium du relais 4 × 400 m des Jeux olympiques de Munich. L'équipe de France, composée par ailleurs de Daniel Velasques, Francis Kerbiriou et Jacques Carette s'incline face au Kenya et au Royaume-Uni avec le temps de 3 min 00 s 7. Il s'agit de la deuxième médaille remportée par l'équipe de France d'athlétisme lors de ces Jeux de 1972, après celle en argent décrochée par Guy Drut sur 110 m haies.
Gilles Bertould était licencié au Stade rennais athlétisme.
Il est, en 1972, ingénieur diplômé de l'ENSAM 

## Palmarès
| Date | Compétition           | Lieu    | Place | Discipline |
| ---- | --------------------- | ------- | ----- | ---------- |
| 1969 | Championnats d'Europe | Athènes | 1er   | 4 × 400 m  |
| 1972 | Jeux olympiques       | Munich  | 3e    | 4 × 400 m  |